# Dulkadir

Karte der anatolischen Beyliks um 1330

Die Dulkadir oder Zulkadir (türkisch Dulkadiroğulları) waren eine turkmenische Dynastie, die ein bedeutendes, nach ihr benanntes, Beylik in Südostanatolien gründete, das von 1337 bis 1522 bestand. Zentren ihrer Herrschaft waren die Städte Elbistan und Maraş.
Sie wanderten unter Hasan Dulkadir Bey nach Anatolien ein und gerieten unter den Einfluss der Mamluken. Zeyneddin Ahmet Karaca Bey nahm an den Feldzügen der Mamluken gegen Kleinarmenien teil. Die Dulkadir besetzten die Weideflächen zwischen Maraş und Elbistan. Von dort breiteten sie ihre Herrschaft weiter aus.
Das Volk der Dulkadir setzte sich vornehmlich aus den oghusischen Stämmen Bayat, Afschar und Begdili zusammen. Zu welcher dieser Gruppe die Herrscher der Dulkadir gehörten, ist ungewiss. Das Beylik wurde in der Region Maraş und Elbistan gegründet und breitete sich bis nach Kırşehir und Mosul aus. Sie herrschten über Maraş, Kayseri, Elazığ, Antep, Malatya und Adıyaman. Die Dulkadir waren mit den Osmanen verwandt und verschwägert. Später gerieten sie in den Konflikt zwischen den Osmanen und den Mamluken von Ägypten. Nach der Eroberung Ägyptens durch den osmanischen Sultan Selim I. wurde das Beylik Dulkadir 1522 zu einem Teil des Osmanischen Reiches.

## Bauten
Die Dulkadir hinterließen einige Bauwerke. Darunter befinden sich Moscheen, Madrasen, Türbe, Brücken und Befestigungen. Einige der Bauwerke sind:

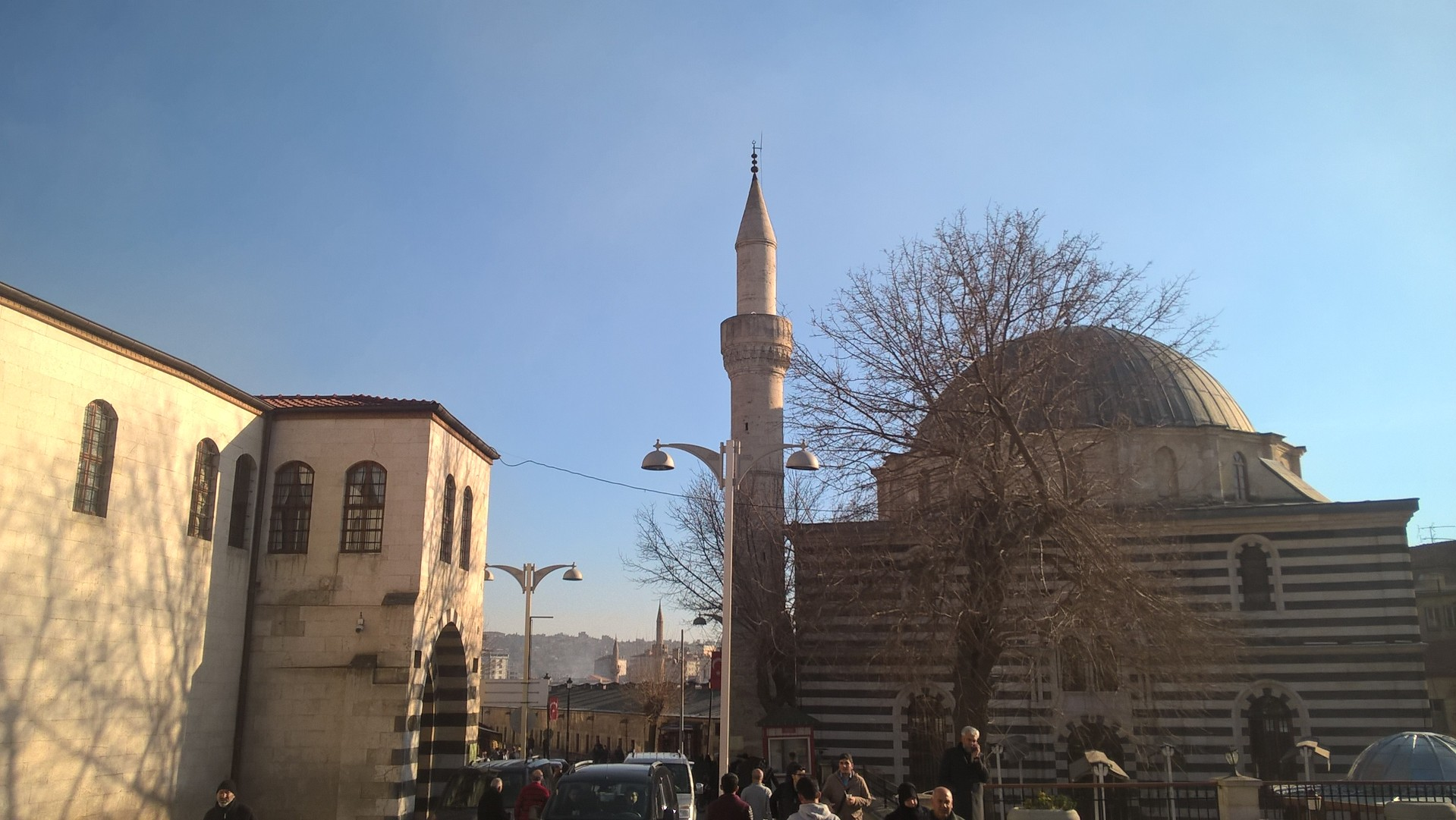
Alaüddevle-Moschee in Gaziantep

- Alaüddevle Bey Cami in Elbistan aus dem Jahr 1501
- Ümmet Baba Camii in Elbistan aus dem Jahr 1500
- Alaüddevle Bey Camii in Antep
- Ulu Cami und Bagdadiye Medresesi in Maraş
- Ulu Cami in Adıyaman
- Hatuniye Medresesi in Kayseri
- Balim Sultan Türbe bei Hacıbektaş
- Eine Brücke auf dem Weg von Kayseri nach Sivas

## Münzen
Bis auf den Herrscher Şehsuvar Bey ließ keiner der Dulkadir eigene Münzen prägen, da sie Vasallen der Mamluken und Osmanen waren und deren Währungen benutzten.

## Herrscher
| Regierungszeit | Name                       |
| -------------- | -------------------------- |
| 1337–09/1353   | Zeyneddin Ahmet Karaca Bey |
| 1353–1386      | Garseddin Halil Bey        |
| 1386–05/1398   | Şaban Süli Bey (Sevli Bey) |
| 1398–09/1399   | Sadaka Bey                 |
| 1399–1442      | Nasireddin Mehmed Bey      |
| 1442–1454      | Süleyman Bey               |
| 1454–1465      | Melik Arslan Bey           |
| 1465–1467      | Şahbudak Bey               |
| 1467–1472      | Şehsuvar Bey               |
| 1472–1480      | Şahbudak Bey               |
| 1480–06/1515   | Alaüddevle Bozkurt Bey     |
| 1515–1522      | Ali Bey                    |

## Weblink
- Geschichte der Dulkadir (Türkisch)